# Hamburger Olympia-Bürgerschaftsreferendum
Das Hamburger Olympia-Bürgerschaftsreferendum war ein Plebiszit des Hamburger Stimmvolks über die Bewerbung zur Ausrichtung der Olympischen Sommerspiele 2024 in Hamburg. Die Vorlage wurde am 29. November 2015 mit 51,6 % gegen 48,4 % der Stimmen abgelehnt. Die Stimmbeteiligung betrug 50,2 %. Es war die erste direktdemokratische Abstimmung in Hamburg, bei der dem Stimmvolk auf Wunsch des Landesparlaments eine Vorlage zur Entscheidung vorgelegt wurde.

## Olympiabewerbung Hamburgs
Das Präsidium des Deutschen Olympischen Sportbunds empfahl im März 2015, die Bewerbung Hamburgs für die Olympischen Sommerspiele 2024 zu unterstützen. Wenig später fasste eine außerordentliche Mitgliederversammlung in Frankfurt am Main einstimmig den Beschluss, sich mit Hamburg um die Ausrichtung der Olympischen und Paralympischen Spiele im Jahr 2024 und ggf. auch 2028 zu bewerben.
Die Planungen für die Spielstätten und das olympische Dorf sahen den Kleinen Grasbrook südlich der HafenCity als Zentrum der Spiele vor. Anfang Juni 2015 wurde der Planungsstand der Öffentlichkeit präsentiert.

## Referendum
Im Juni 2015 erweiterte die Hamburgische Bürgerschaft die Volksgesetzgebung in Hamburg um das sogenannte „Bürgerschaftsreferendum“. Mit diesem kann das Landesparlament mit einer absoluten Zweidrittelmehrheit dem Stimmvolk eine Vorlage in einem Referendum zur Abstimmung stellen. Hamburg war damit das erste deutsche Bundesland, das ein solches Parlamentsreferendum einführte. Das neue direktdemokratische Instrument wurde ausdrücklich mit dem Ziel geschaffen, eine Abstimmung über die Olympiakandidatur der Stadt zu ermöglichen.
Stimmberechtigt waren alle Hamburger ab 16 Jahren. Da das Referendum nicht mit einer Wahl zusammengelegt war, galt zudem ein Zustimmungsquorum von 20 %. Bei einer Ablehnung der Vorlage zöge Hamburg seine Bewerbung zurück. Auch in Kiel, wo die Segelwettbewerbe stattfinden sollten, wurde zeitgleich per Bürgerentscheid abgestimmt.

## Kampagnen

### Pro
Die private Initiative „Feuer und Flamme für Hamburg 2024“ warb für die Bewerbung. Verantwortlich für die Aktion waren die Hamburger Miniatur-Wunderland-Unternehmer Frederik Braun, Gerrit Braun und Stephan Hertz.
Die SPD Hamburg, die CDU Hamburg, die Grünen in Hamburg, die AfD Hamburg und die FDP Hamburg, also alle Fraktionen der Bürgerschaft bis auf Die Linke, standen hinter der Bewerbung. Auch der Hamburger SV und andere Profisportvereine warben dafür. Auch lokale Medien „warfen ihre neutrale Beobachterposition über Bord“ (Der Spiegel) und warben mit Sonderbeilagen, kompletten Olympia-Zeitungen und Pro-Berichterstattung für Olympia 2024.

### Contra
Die Gruppe „Jugend gegen Olympia“ bildete sich aus Mitgliedern von Linkspartei und Grüner Jugend. Sie kritisierten u. a. die Aussagen der Plakate von „Hamburg 2024“. Als Gegner der Bewerbung sahen sie in den Spielen keinen Gewinn für die durchschnittlichen Hamburger. Sie befürchteten durch Olympia steigende Mieten, eine stärkere soziale Spaltung der Stadt und ein „Riesengefahrengebiet“.
Als einzige Bürgerschaftsfraktion lehnte Die Linke die Bewerbung ab.

## Ergebnisse

Mehrheiten nach Abstimmungsstellen

Von 653.227 gültigen – bei 1528 ungültigen – Stimmen entfielen in Hamburg 51,6 % auf Nein. In Kiel stimmten dagegen 65,6 % für eine Weiterführung der Bewerbung. Die Wahlbeteiligung lag in Hamburg bei 50,2 % und in Kiel bei 31,7 %.
Die Olympia-Befürworter erreichten nur in zwei (Wandsbek, Bergedorf) der sieben Bezirke Hamburgs die Mehrheit.
| Bezirk         | Abstimmungs- berechtigte | Abstimmende Briefwahl | Abstimmende Briefwahl | Abstimmende Wahlurne | Abstimmende Wahlurne | Abstimmende insgesamt | Abstimmende insgesamt | Ungültige Stimmen | Ungültige Stimmen | Gültige Stimmen | Gültige Stimmen | Ja- Stimmen | Ja- Stimmen | Nein- Stimmen | Nein- Stimmen |
| Bezirk         | Zahl                     | Zahl                  | %                     | Zahl                 | %                    | Zahl                  | %                     | Zahl              | %                 | Zahl            | %               | Zahl        | %           | Zahl          | %             |
| -------------- | ------------------------ | --------------------- | --------------------- | -------------------- | -------------------- | --------------------- | --------------------- | ----------------- | ----------------- | --------------- | --------------- | ----------- | ----------- | ------------- | ------------- |
| Hamburg-Mitte  | 179.253                  | 65.593                | 36,6                  | 9.795                | 5,5                  | 75.338                | 42,1                  | 231               | 0,3               | 75.157          | 99,7            | 32.778      | 43,6        | 42.379        | 56,4          |
| Altona         | 186.110                  | 86.591                | 46,5                  | 9.744                | 5,2                  | 96.337                | 51,8                  | 216               | 0,2               | 96.121          | 99,8            | 42.965      | 44,7        | 53.156        | 55,3          |
| Eimsbüttel     | 192.485                  | 91.680                | 47,6                  | 13.221               | 6,9                  | 104.901               | 54,5                  | 232               | 0,2               | 104.669         | 99,8            | 50.782      | 48,5        | 53.887        | 51,5          |
| Hamburg-Nord   | 234.571                  | 110.598               | 47,1                  | 16.300               | 6,9                  | 126.898               | 54,1                  | 318               | 0,3               | 126.580         | 99,7            | 61.767      | 48,8        | 64.813        | 51,2          |
| Wandsbek       | 309.646                  | 141.839               | 45,8                  | 17.485               | 5,6                  | 159.324               | 51,5                  | 335               | 0,2               | 158.989         | 99,8            | 82.569      | 51,9        | 76.420        | 48,1          |
| Bergedorf      | 91.661                   | 37.358                | 40,8                  | 5.190                | 5,7                  | 42.548                | 46,4                  | 89                | 0,2               | 42.459          | 99,8            | 22.075      | 52,0        | 20.384        | 48,0          |
| Harburg        | 106.692                  | 41.949                | 39,3                  | 5.882                | 5,5                  | 47.831                | 44,8                  | 107               | 0,2               | 47.724          | 99,8            | 22.245      | 46,6        | 25.479        | 53,4          |
| Hamburg gesamt | 1.300.418                | 575.610               | 44,3                  | 77.617               | 6,0                  | 653.227               | 50,2                  | 1.528             | 0,2               | 651.699         | 99,8            | 315.181     | 48,4        | 336.518       | 51,6          |

## Reaktionen
Olaf Scholz, der Erste Bürgermeister von Hamburg, erklärte nach dem Referendum, Hamburg werde sich somit nicht um die Austragung bewerben. Der Präsident des Deutschen Olympischen Sportbundes, Alfons Hörmann, bezeichnete die Niederlage als einen herben Rückschlag und Tiefschlag. Es sei nicht gelungen, dem gesamten deutschen Sport neue Perspektiven zu geben.